# Leopold Lippens
Pour les articles homonymes, voir Lippens.
Le comte Leopold Raymond Maurice François Marie Ghislain Lippens (né le 20 octobre 1941 à Knokke (province de Flandre-Occidentale) et mort le 19 février 2021 à Bruges (province de Flandre-Occidentale)), est un homme politique belge. 
Il est bourgmestre de Knokke-Heist, de 1979 à sa mort et ancien président de la Compagnie Het Zoute. Il est aussi président du Royal Zoute Golf Club.

## Biographie
Leopold Lippens est le petit-fils de Maurice August Lippens, ancien Gouverneur général du Congo et ministre libéral dans plusieurs gouvernements de l’entre-deux-guerres, et fils de Léon Lippens, bourgmestre de Knokke de 1947 à 1966
Il est connu pour ses positions controversées. Dans les années 1980, il s'en était pris publiquement de ce qu'il appelle les « touristes frigobox », des vacanciers d'un jour qui se rendaient à la Côte flamande avec nourriture et boissons pour ne pas consommer sur place. Au cours de sa carrière, le bourgmestre s'est aussi attaqué aux personnes torse nu ou en bikini qui se promenaient hors des plages.
Plus récemment, Leopold Lippens suggérait de placer les migrants économiques sans papier dans un « camp comme à Guantanamo », en référence au centre de détention américain.
En juin 2019, il rencontre par hasard le président Donald Trump. Le sujet de la conversation était le golf selon lui.

### Famille
Leopold Lippens est le frère aîné de l'homme d'affaires Maurice Lippens.

### Enquête judiciaire
En 2020, le parquet de Bruges avait ouvert une enquête contre lui sur des irrégularités qui remontent à 2016 concernant des terrains agricoles que la commune entend transformer en zone résidentielle pour y construire des logements. En tant que bourgmestre Lippens aurait participé aux débats du conseil communal sur la transformation du Tolpaertpolder en zone de construction, alors que sa famille y aurait des intérêts.